# Ivan Barma
Ivan Barma (Иван Барма), juntament amb Postnik Yakovlev, va ser probablement un dels arquitectes i constructors de la catedral de Sant Basili de la Plaça Roja de Moscou (construïda entre 1555 i 1560).

## Honors
Una gran cràter de 123 km d'ample del planeta Mercuri es diu Barma en honor de l'arquitecte.